# Passa ou Repassa
Passa ou Repassa é um game show brasileiro que estreou em 28 de junho de 1987 no SBT, baseado no estadunidense Double Dare. Atualmente é um quadro do dominical de auditório Domingo Legal, apresentado por Celso Portiolli.

## Formato
No programa, dois times de pessoas participam de um quiz com perguntas e respostas sobre conhecimentos gerais. Primeiramente é realizada uma prova que define qual das equipes participantes começa respondendo as perguntas. Se a equipe em jogo não souber responder, pode "passar" a pergunta para a equipe adversária; se esta também não souber, pode "repassar" a pergunta para a equipe em jogo, se ninguém desta souber responder, terá de "pagar", participando de provas físicas bem malucas, que valem pontos no placar. A cada resposta certa, a equipe acumula pontos no placar geral, mas quando uma das equipes erra a resposta de alguma pergunta, ela perde todos os pontos e passa o direito de resposta para a equipe adversária.
Há também, o quadro "Torta na Cara", em que um participante de cada equipe, alternadamente, deve tentar responder a uma pergunta proferida pelo apresentador. Somente um responde, mediante apertar um botão para uma luz piscar no painel. O participante que apertar o botão, e acertar a resposta, deve aplicar uma torta de merengue (sem uso de truculência) no rosto do participante adversário; assim como o participante que apertar, mas responder erroneamente, deve receber uma "tortada" do oponente.
Na última parte, é realizada a Gincana Final, um circuito com provas repletas de obstáculos. A equipe que cumprir todas as provas em menos tempo vence a gincana e dobra a sua pontuação. A equipe que acumular mais pontos é a campeã e recebe o troféu de campeão do programa, além de outros prêmios.

## História

### 1ª Fase: 1987–1988
O Passa ou Repassa estreou no SBT em 1987, como um quadro do Programa Silvio Santos e intitulado Passe ou Repasse. Nessa fase inicial, duas duplas de crianças (representando suas respectivas escolas), sob o comando de Silvio Santos, participavam de várias provas e, ao passo que conseguiam concluí-las, acumulavam prêmios, que a equipe ganhadora levaria para casa. Eram em geral: jogos de tabuleiro, rádios de pilha, relógios de pulso, panelas de pressão, gravadores, máquinas de escrever, videogames e bicicletas. 

### 2ª Fase: 1988–1994
No ano seguinte, em 1988, a atração passou a ser apresentada por Gugu Liberato, ainda dentro do Programa Silvio Santos. A partir de 1991, o formato ganhou o quadro “Torta na Cara". Nesta época, o programa virou febre nacional e foi lançado jogo de tabuleiro baseado no game show. A partir da temporada de 1992, a competição passou a contar com a presença de famosos. Sob o comando de Gugu, o Passa ou Repassa também teve produzida uma temporada com disputa entre famílias de famosos e outra com jogadores de equipes de futebol. O programa, sob a apresentação de Gugu Liberato saiu do ar em 1994, porém voltou no ano seguinte sob o comando de Angélica.

### 3ª Fase: 1995–1996
Em 1995, o Passa ou Repassa se tornou independente do Programa Silvio Santos e passou a ser exibido de segunda a sexta, comandado por Angélica. Nessa época a disputa era entre estudantes do ensino médio e do ensino superior. No final de abril de 1996, com a ida de Angélica para a Rede Globo, o programa passou a ser conduzido por Celso Portiolli, que iniciava sua carreira como apresentador. Com Portiolli, o programa continuou sendo exibido de segunda a sexta seguindo o mesmo formato, até o mês de novembro de 1996. Em 01 de dezembro de 1996, o Passa ou Repassa ganhou novo cenário e foi transferido para os domingos, voltando a integrar o Programa Silvio Santos. A atração ficou no ar até janeiro de 1998.

### 4ª Fase: 1999-2000
Após um hiato de pouco mais de um ano fora do ar, o Passa ou Repassa ganhou nova temporada. Em fevereiro de 1999, o programa voltou trazendo disputa entre artistas. O formato seria encerrado em maio de 1999, quando o Passa ou Repassa passou a contar com a participação de estudantes do Ensino Fundamental. Nesta época, os pontos ganhos passaram a ser convertidos em dinheiro. Além disso, foi incluído um momento em que Celso Portiolli deveria responder a uma questão formulada pelas crianças. Se não soubesse a resposta, levava uma tortada na cara. Em janeiro de 2000, o game show deixou o Programa Silvio Santos e voltou a ser exibido de segunda a sexta. Em julho de 2000, o SBT promoveu uma mudança no game show, que ganhou novo cenário e foi transferido para as noites de sábado. Na ocasião, foi criada, em seu segundo bloco, a Prova da Água, que contava com a participação de professores das escolas presentes. O programa deixou de ser exibido em 30 de junho de 2000, marcando o término de suas exibições como programa solo. Nessa fase, o elenco de assistentes de palco era composto por Paolla Oliveira, Aline Cristina, Bruno Ribeiro e Klaus Hee. Em 18 de maio de 2004, o SBT retornou com o Passa ou Repassa, porém exibindo reprises da temporada do ano 2000.

### 5ª Fase: 2013-2016
Depois de pouco mais de uma década de hiato, em maio de 2013, foi anunciada a volta da atração. O Passa ou Repassa voltou como quadro do Domingo Legal em 7 de julho de 2013, ainda sob apresentação de Celso Portiolli. Inicialmente, o quadro era realizado com escolas e gravação prévia (como nos anos 90), mantendo as mesmas provas e a mesma estrutura,  incluindo a tradicional Torta na Cara. Na nova versão, seu cenário passou a ser adaptado para o Domingo Legal, não tendo um cenário próprio, como havia nos anos 90. Os participantes levavam prêmios em dinheiro, tablets e o "cara limpa", aquele que não levasse nenhuma tortada na cara, faturaria um smartphone. Já a escola campeã levava uma TV e um home theater. No entanto, o formato foi logo adaptado para o 'ao vivo' e passou a ser realizado com celebridades e, muitas vezes, entrelaçando outros quadros. 
Devido à reformulação do Domingo Legal e ao desgaste do game, que chegou a ter exibições com duração superior a três horas, o quadro Passa ou Repassa foi cancelado e exibido pela última vez no dia 1º de maio de 2016, com o elenco da novela Cúmplices de um Resgate.

### 6ª Fase: 2018-presente
A pedido do público nas redes sociais, o quadro Passa ou Repassa voltou ao programa Domingo Legal, a partir do dia 25 de março de 2018, com ajustes no cenário, mas mantendo o formato anterior e focando apenas em famosos. No episódio de reestreia, o quadro contou com a participação da apresentadora Eliana. Nessa fase, o game show voltou a render bons índices de audiência ao dominical e passou a ser um dos principais destaques do Domingo Legal, ao lado do repaginado quadro Xaveco e a partir de 2020, passam a contar com ex-participantes do Big Brother Brasil e A Fazenda, além de incorporar alguns desafios populares dos extintos programas Curtindo uma Viagem e Curtindo com Reais, focando mais em provas de estratégia, conhecimentos gerais e habilidades sem sujar o participante (exceto na tradicional "torta na cara"), contando também com a participação da plateia a partir de 2023.
Na temporada 2020 no episódio de 15 de março, o quadro do Domingo Legal foi apresentado pela primeira vez sem plateia desde sua reformulação como programa de provas malucas em 1988. O motivo foi a Pandemia de COVID-19, que motivou o SBT a retirar provisoriamente a plateia física. A partir de maio com a volta de episódios inéditos, o quadro é apresentado sem plateia, tendo apenas os participantes, o apresentador e os assistentes, mas com adaptações de distanciamento social como: uso de barreiras de plástico para separar os participantes nas bancadas, além da distribuição e uso de luvas, tendo como novidade um acessório para o lançamento da torta na cara no famoso quadro de perguntas e respostas do programa, que é disparada no adversário assim que apertar um botão, evitando assim que os participantes se toquem. Isso foi utilizado até a primeira parte da temporada 2022.
Pela temporada 2022, o programa foi apresentado sem plateia e com métodos de distanciamento social até o dia 24 de abril, já que no dia 1 de maio, o quadro voltou a receber a presença de público, com as provas, incluindo a tradicional torta na cara, retornarem ao seu formato antigo. Para receber a volta do público em forma física, foram escalados os apresentadores recém contratados Carla Vilhena e Otaviano Costa e a dupla Simone & Simaria, com alguns convidados especiais. A partir da temporada 2025, voltou a ser usado o sistema de pontuações comuns em substituição ao dinheiro, que foi usado entre 1987 até 1998. 

Logotipos utilizados pelo Passa ou Repassa
1998–2000; 2004

## Equipe
Apresentação
- Silvio Santos (1987–1988)
- Gugu Liberato (1988–1994)
- Angélica (1995–1996)
- Celso Portiolli (1996–2000; 2013–presente)

Assistentes de palco
- Mariette Detotto (1987-1988)
- Marisa Ratcov (1987-1988)
- Adriana Aguiar (1987-1988)
- Alessandra Scatena (1988-1994)
- Roberta Tavares (1988-1994)
- Renata Zoega
- Kléliton
- William
- Bruno Ribeiro
- Paolla Oliveira
- Aline Marianno
- Anjos Rebeldes (Caio Bonafé, Carlos Vale, Marcelo Santana e Klaus Hee)
- Juliana Silveira
- Nádia Pimenta
- Kelly Cristina
- Kattia Lis
- Thayssa Silveira
- Gabriele Granato
- Nataly Wahashi
- Claudia Catharine
- Bruno Bertolussi
- Flavia Monteiro
- Nadia Petra
- Guilherme Augusto
- Luiz Paulo Arashiro
- Felipe Barbosa
- Renata Longaray
- Nelle Struziato
- Bruna Manzon
- Diana Oliveira
- Mariana Velloso
- Lucas Mesquita (Gavião)
- Luana Andrade
- Camila Lobo
- Tiago Barnabé (Narcisa)

## Fatos sobre o programa
- Geralmente com estudantes competindo (uma fase com alunos do Ensino Fundamental, outra com alunos do Ensino Médio, e outra com alunos do ensino superior), o programa já teve outras versões tendo como concorrentes famílias rivais, artistas e jogadores de futebol.
- Com Gugu, o programa virou febre nacional, graças ao quadro "Torta na Cara". Diversos artistas, futebolistas e alunos do ensino médio disputaram a competição no período em que Gugu apresentou entre os anos de 1988 a 1994. O último programa com a responsabilidade de Gugu Liberato foi ao ar no dia 14 de agosto de 1994.
- A frase "A resposta está e..." (exata ou errada), que era usada para fazer suspense e dava emoção após algumas das respostas dos participantes, foi criada por Gugu Liberato. Angélica e Celso Portiolli também usavam essa frase, que se tornou uma das marcas registradas do programa.
- As duas primeiras fases do programa contavam com a locução de Lombardi, anunciando os prêmios a que a equipe vencedora faria jus.
- Após se transferir para o SBT no final de 1993, Angélica assumiu o programa no dia 6 de março de 1995, sendo exibido diariamente, no final das tardes, em diversos horários. O programa elevou a audiência do SBT nos finais de tarde, o que despertou o interesse da emissora carioca, que a contratou. O último programa com a apresentadora foi levado ao ar no dia 26 de abril de 1996, pois logo em seguida Angélica foi contratada pela Rede Globo. Nessa época, a disputa era entre alunos do ensino médio e do ensino superior, representando as cores amarela e verde. Na versão atual, as escolas participantes são representadas pelas cores amarela e azul.
- Antes de virar apresentadora titular, Angélica, ainda contratada da Rede Manchete, participou junto com os seus assistentes de palco, os Angélicos, da atração, como competidora.
- Em 1995, quando Angélica assumiu a atração, Cid Guerreiro compôs para ela a canção "Passarê" em homenagem ao programa, como faixa bônus para o álbum homônimo da apresentadora naquele ano.
- ainda em 1995, Juliana Silveira deixou o grupo Angelicats e o programa Casa da Angélica para se tornar assistente de palco do programa Passa ou Repassa, apresentando por Angélica. Nessa época, ela aparecia esporadicamente no programa ao lado de Nádia Pimenta e Kelly Cristina. No entanto, Juliana Silveira permaneceu no Passa ou Repassa até 1996, quando ela acompanhou Angélica em sua transferência para a Rede Globo, durante essa mudança de emissora, Juliana Silveira retornou para o grupo Angelicats. Nesta época, Angélica contava também com os assistentes de palco Caio Bonafé, Carlos Vale, Marcelo Santana e Klaus Hee, conhecidos como "Anjos Rebeldes". O quarteto auxiliava Angélica e os competidores durante a execução das provas do game show.
- Celso Portiolli estreou no SBT como apresentador do Passa ou Repassa no dia 29 de abril de 1996.
- Paolla Oliveira foi uma das assistentes de palco do programa, no período entre 1999 e 2000.
- Com Celso, o programa teve diferentes fases: com alunos do Ensino Médio (1996-1998), com artistas (1999) e com alunos do Ensino Fundamental (1999-2000). O programa deixou de ser exibido em agosto de 2000, quando foi anunciado que o game show voltaria a contar com a participação de artistas, fato que não se concretizou.
- Ao longo de sua trajetória, vários convidados especiais participavam das competições. Já passaram pelo game show: Andréa Sorvetão, Lisandra Souto, Jorge Pontual, João Vitti, Nill, Thunderbird, Monique Evans, Roger Moreira (Ultraje a Rigor), Paula Toller, Jairzinho, Simony, Flor, Eliana, Sônia Lima, Vera Zimmermann, Natália Lage, Bruno Gouveia (Biquini Cavadão), Eri Johnson, Luciana Vendramini, Patrícia de Sabrit, Débora Duarte, Chiquinho Scarpa, Jorge Lafond, Mari Alexandre, Viviane Araujo, Vavá, Belo, Sérgio Reis, Falcão, Tiririca, Amora Mautner, Fernanda Rodrigues, Edna Velho, Paquitas, Latino, Exaltasamba, Molejo, Christina Rocha, João Paulo & Daniel, Netinho, Yahoo, Gretchen, Sula Miranda, Sandy & Júnior, Zezé Di Camargo & Luciano, as boy bands Dominó e Polegar,  o conjunto musical feminino Banana Split, o elenco do infantil Disney Club, a banda Raimundos, os elencos das telenovelas infantis Chiquititas (versão dos anos 1990 e dos anos 2010) e Carrossel e da série Patrulha Salvadora.
- Por vezes acontece de uma das equipes ou duplas realizar as provas da Gincana Final em menos tempo do que a dupla adversária, dobrar a sua pontuação e mesmo assim não faturar o troféu de campeão, já que a equipe adversária tinha acumulado mais pontos durante o jogo.
- Durante um programa em que competiam Gian e Giovani (acompanhados dos backing vocals) e a turma do Programa do Ratinho, em 1999, Celso acabou recebendo tortada dos próprios participantes e de parte da plateia. As tortadas foram tão fortes que as gravações tiveram de ser interrompidas por alguns minutos para que ele trocasse de roupa.
- Na versão com crianças, a partir de 1999, Celso Portiolli propôs, após sugestão de Silvio Santos, que, se respondesse de forma incorreta uma pergunta a ser escolhida pelo time vencedor no quadro Torta na Cara, ele levaria também uma tortada.
- Em 5 de agosto de 2000, durante o último episódio do Passa ou Repassa transmitido pelo SBT, Celso Portiolli anunciou que, no dia 13 de agosto, o Passa ou Repassa voltaria a ser exibido aos domingos e com os artistas. No entanto, como era de praxe na época, a emissora cancelou a exibição do programa em cima da hora (aquele era o último programa da temporada e o Passa ou Repassa somente retornaria ao ar 13 anos depois)
- No segundo semestre do ano de 2004, diversas reprises da temporada do ano 2000 do Passa ou Repassa foram transmitidas pelo SBT, de segunda a sexta-feira.
- O quadro "Torta na Cara" fez tanto sucesso no Passa ou Repassa, que foi copiado por outros programas. Podem ser citados o quadro "Pergunta Torta", do programa Angel Mix, e o quadro "Hora do Recheio" do Vídeo Game (dentro do Vídeo Show), ambos apresentados por Angélica, na TV Globo. Outro programa que apostou em um quadro de perguntas com torta na cara foram os games shows Chega Mais e Conexão Models, ambos da Rede TV!, e disputados por modelos.
- No dia 15 de março de 2020, pela primeira vez em 33 anos, o Passa ou Repassa não teve a presença da plateia por conta da pandemia de coronavírus, temendo um risco maior de contágio.[9] A partir dessa temporada com a volta dos episódios inéditos em 31 de maio de 2020, o programa passa a ser apresentado sem plateia, mas usando meios de distanciamento social, além de um acessório especial para a torta na cara, que agora é lançado no adversário ao tocar um botão, evitando contato físico.[7]
- Em 1° de maio de 2022, com o avanço das campanhas de vacinação e o relaxamento de várias medidas restritivas contra a COVID-19, o Passa ou Repassa volta a receber o público, além das provas, incluindo a torta na cara, voltarem ao seu formato antigo.[8]
- Em 11 de novembro de 2023, foi ao ar uma edição especial dentro do Teleton no bloco de encerramento, com a apresentação de Marcos Mion e com o time laranja representado por Celso Portiolli, João Augusto Liberato, João Guilherme Silva e Zezé Di Camargo e o time roxo representado por Lexa, Patrícia Abravanel, Rebeca Abravanel e Virgínia Fonseca, com a disputa vencida pelas mulheres. O especial se encerrou com a meta do Teleton sendo batida às 1h00 do dia 12, com todos os participantes levando torta na cara.[10]
- Durante o programa do dia 26 de novembro de 2023, nenhuma das duas equipes, que eram representadas pelo elenco de As Aventuras de Poliana - O Filme e A Infância de Romeu e Julieta[11], conseguiram completar a gincana final, estourando o tempo máximo da maratona de provas. Para definir os vencedores, foi utilizado o método de pontos acumulados ao cumprir os desafios do Responde ou Paga e a Torta na Cara.

## Provas
| Nome                       | Descrição | No Ar |
| -------------------------- | --- | ----- |
| Agulha                     | Passar a linha na agulha, com os olhos vendados | Sim   |
| Batata no Alvo             | Acertar o alvo para derrubar o parceiro na piscina | Sim   |
| Gelatina (versão atual)    | Pegue um quantitativo de gelatinas no capacete, lançadas por uma catapulta | Sim   |
| Cadeado                    | Abrir os cinco cadeados e liberar os balões | Sim   |
| Cortador de Grama          | Estourar as bexigas do tapete com um cortador de grama | Sim   |
| Mata Moscas                | Matar todas as moscas com uma mão gigante | Sim   |
| Parafuso                   | Parafusar três roscas | Sim   |
| Relógio                    | Colocar os algarismos romanos e arábicos na sequência correta | Sim   |
| Andaime (tijolos)          | Com sincronismo, jogar o saco de areia para o tijolo subir, pegar 3 | Sim   |
| Basquete de Guarda Chuva   | Jogue guarda chuvas em uma cesta de basquete, e acerte o aro | Sim   |
| Tênis/Palhaço              | Acerte a bolinha com a raquete no buraco feito na parede. Posteriormente, a raquete seria substituída por um palhaço | Sim   |
| Caminho                    | Fazer todo o circuito ficando firme em cima da cor escolhida, se pisar errado, afunda e volta para o começo | Sim   |
| Torre                      | Construir cinco torres usando cubos mágicos completos espalhados entre cubos incompletos, sem deixar cair. Caso a torre caia, terá que construir tudo de novo | Sim   |
| Roda Gigante               | Lançar vários ursinhos de pelúcia em uma roda gigante em movimento. Os ursos terão que ficar em pé nos banquinhos e não podem cair | Sim   |
| Basquete de 3 aros         | Simultâneamente, as duas equipes em um tempo de 2 minutos tentam acertar o máximo número de bolas dentro da cesta. A partir da temporada 2024, a prova passou a fazer parte do responde ou paga, mas agora, um integrante de cada equipe tem que fazer a cesta em 30 segundos | Sim   |
| Prova da Peteca            | Semelhante a prova do tênis, o participante deve acertar duas petecas em qualquer cesta | Sim   |
| Jogo da Memória            | As equipes tem que descobrir o par de uma figura em um painel com números. Ganha a equipe que achar todos os pares primeiro | Sim   |
| Quem é Essa Pessoa?        | As equipes terão que adivinhar qual é a celebridade que está por trás de um painel numérico, com cada número representando uma peça do cenário. Ganha quem descobrir a pessoa primeiro | Sim   |
| Pega-pega                  | Um participante terá que lançar bolinhas em seu adversário para que elas fiquem presas em um tecido de velcro. Ganha aquele que tiver menos bolinhas pelo corpo | Sim   |
| Pescaria                   | Pescar usando uma vara específica uma quantidade determinada de peixes numa piscina de areia | Sim   |
| Macarronada (versão atual) | Pegar todas as almôndegas em um pratão de macarrão usando um garfo gigante | Sim   |
| Telefone                   | Organizar o teclado numérico de um telefone arrastando as teclas | Sim   |
| Polvo                      | Acertar uma argola em cada braço do polvo | Sim   |
| Bola no cesto              | O participante terá que levar uma bolinha em um percurso de argolas utilizando uma saída de ar até chegar no cesto. Caso a bola caia, terá que fazer o todo o trajeto novamente | Sim   |
| Adivinhe a Sequência       | É a única prova onde apenas a platéia participa das brincadeiras. Cada integrante dos dois times seleciona alguém do auditório para tentar acertar a sequência de cores das garrafas na bancada, que estão cobertas pelo cenário. A cada acerto, é contabilizado um ponto para a equipe, a cada erro, passa para o próximo e se acertar a garrafa com uma estrela, a pontuação da equipe é dobrada e a convidada é recompensada | Sim   |
| Copo                       | Encher dez copos usando um líquido até atingir a marca indicada | Sim   |
| Prova do paladar           | Adivinhar cinco alimentos usando uma venda no tempo de um minuto | Sim   |
| Túnel de Elásticos         | Passe por um percurso embaraçado e estoure todas as bombas | Não   |
| Golfe                      | Acerte a bolinha no buraco | Não   |
| Batata no Nariz            | Acerte a batata no nariz do personagem | Não   |
| Bexigas na espiral         | Estourar todos os balões na espiral | Não   |
| Gorda (Basquete)           | Acertar as cestas nos peitos da gorda | Não   |
| Basquete Com os Pés        | Chutar uma bola de uma cesta para outra | Não   |
| Algema                     | Passar por um circuito usando algema em uma mão, presa a um cano, tendo que girar a válvula com outra mão para avançar, ganha quem chegar primeiro | Não   |
| Abelhinha                  | Estourar 4 balões com o capacete da abelhinha | Não   |
| Cabine de Espuma           | Acertar a chave para sair de dentro da cabine de espuma | Não   |
| Hot-Dog                    | Um participante deita no carro de pão e o parceiro o molha com maionese, mostarda e ketchup | Não   |
| Liquidificador             | Mergulhar no liquidificador de bolinhas e sair pela porta | Não   |
| Obstáculos                 | Derrubar todos os obstáculos com líquidos coloridos com a cabeça e encontrar a medalha | Não   |
| Salada Russa               | Fazer uma salada russa na cabeça do parceiro e tomar um banho de molho | Não   |
| Rampa                      | Subir numa rampa lisa, e puxar 4 baldes com tinta | Não   |
| Tiro nos Patos             | Derrubar todos os patinhos, jogando bolinhas em sua direção | Não   |
| Laranja de espumas         | Espremer a laranja com a bunda até encher o recipiente até a listra vermelha | Não   |
| Escada sem degraus         | Por os degraus na escada, subir e descer | Não   |
| Derrubar Bandidos          | Derrube os 3 bandidos, jogando bolinhas em sua direção | Não   |
| Tiro ao alvo (Maçã)        | Acerte a maçã e suje a parceira | Não   |
| Cipó com Bananas           | Pendurado no cipó, tire todas as bananas e ponha-as no cesto | Não   |
| Macarronada                | Faça uma macarronada na cabeça do parceiro | Não   |
| Prova do Bombeiro          | Suba pela rampa (ou pela escada) e desça pelo cano (ou pelo escorregador); | Não   |
| Panqueca Rosa              | Passe pela panqueca rosa e encontre a medalha (ou a bandeirinha) | Não   |
| Teia de aranha             | Suba na teia e derrube as 3 aranhas | Não   |
| Boliche                    | Derrube todos os bonecos, com bolas de boliche | Não   |
| Basquete no balanço        | Acerte uma bola na cesta, a partir de uma cadeira de balanço | Não   |
| Bicicleta Ergométrica      | Pedale até a luz atingir a marca com o número 5 | Não   |
| Bicicleta                  | Pedale para que sua parceira pegue o líquido e encha o recipiente até a linha vermelha | Não   |
| Pizza                      | Monte pizzas em grupo e termine sujos de molho de catupiry | Não   |
| Balão                      | Diga palavras relacionadas a um determinado tema, antes que a bexiga estoure | Não   |
| Prova da Água              | Dentro de um tubo, professores respondem perguntas. A cada acerto ou erro, a água de um dos tubos sobe | Não   |
| Chopp                      | Encha o recipiente de chopp ate a linha vermelha, sendo que a espuma não vale; | Não   |
| Registro                   | Arremesse bolinhas no balde até o registro ser aberto, dando um banho no parceiro | Não   |
| Pia com Vazamento          | Com baldes, pegue água da pia com vazamento e encha o recipiente até a lista vermelha | Não   |
| Gelatina (versão antiga)   | Pegue uma gelatina no capacete, lançada por uma catapulta, e sente na cadeira para levar molho na cabeça | Não   |
| Pântano                    | Rasteje e encontre 3 cobras | Não   |

## Outras aparições
Além de participarem do Passa ou Repassa, alguns dos participantes passaram a competir em outros reality, game ou talent shows.
| Participante         | Reality show Talent show Game show | Temp. | Colocação                 |
| -------------------- | ---------------------------------- | ----- | ------------------------- |
| Carol Narizinho      | Power Couple Brasil                | 2     | Eliminada – 11.º lugar    |
| Carol Narizinho      | A Fazenda                          | 12    | Eliminada – 16.º lugar    |
| Kerline Cardoso      | A Fazenda                          | 14    | Eliminada – 9.º lugar     |
| Guilherme Napolitano | No Limite                          | 5     | Eliminado – 9.º lugar     |
| Guilherme Napolitano | Bake Off Celebridades              | 2     | Eliminado – 15.° lugar\|} |
| Natália Deodato      | Bake Off Celebridades              | 3     |                           |
| Lipe Ribeiro         | De Férias com o Ex: Caribe         | 2     | Participante – Original   |
| Deolane Bezerra      | A Fazenda                          | 14    | Desistente                |
| Lucas Santos         | A Fazenda                          | 14    | 7º eliminado              |
| Thomaz Costa         | A Fazenda                          | 14    | 5ºeliminado               |
| Emilly de Araújo     | Big Brother Brasil 17              | 17    | Campeã                    |
| Jojo Maronttinni     | A Fazenda                          | 12    | Campeã                    |
| Gabi Martins         | Big Brother Brasil 20              | 20    | 11ª eliminada             |